# Slauson
Slauson – naziemna stacja niebieskiej linii metra w Los Angeles znajdująca się na platformie na Slauson Avenue. Stacja położona jest poza granicami Los Angeles na terenie osady (unicnorporated community) Florence.

## Godziny kursowania
Tramwaje kursują codziennie od około godziny 5:00 do 0:45

## Połączenia autobusowe
- Metro Local: 108, 358, 611